# TSC Ems-Casino Blau-Gold Greven
Der TSC Ems-Casino Blau-Gold Greven e.V. ist ein Tanzsportverein in Greven. Der Verein, der am 15. Mai 1981 aus der ehemaligen Tanzschule Fillers heraus gegründet wurde, verfügt über Breitensportangebote (Standard und Latein, Tanzkreise und Kindertanzen), Turniertanzpaare und Lateinformationen.

## Lateinformationen

### A-Team

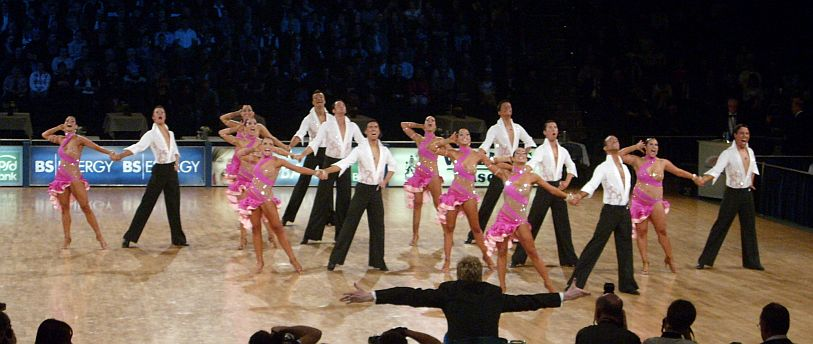
Die Lateinformation bei der Deutschen Meisterschaft der Formationen 2009

Das A-Team des TSC Ems-Casino Blau-Gold Greven wurde 1992 in der City-Tanzschule in Greven gegründet und trat in der Saison 1992/93 erstmals in der Landesliga West Latein zu Ligawettkämpfen an. Bis zur Saison 2000/01 tanzte das Team zu wechselnden musikalischen Themen überwiegend in Landes- und Oberliga West Latein. In der Saison 1996/97 erreichte das Team den 2. Platz der Oberliga West Latein und qualifizierte sich damit für die Teilnahme am Aufstiegsturnier zur Regionalliga West Latein, wo es ebenfalls den 2. Platz belegte und somit den Aufstieg in die Regionalliga West schaffte. Nach einer Saison in der Regionalliga West stieg das Team wieder in die Oberliga West ab.
Themen des A-Teams waren bis zur Saison 1998/99:
- 1992/93 und 1993/94: „Spanien“
- 1994/95 und 1995/96: „Tequila“
- 1996/97 und 1997/98: „Cecilia“
- 1998/99: „Africa“

In der Saison 1999/00 ging das A-Team des TSC Ems-Casino Blau-Gold Greven nicht an den Start. In der Saison 2000/01 trat das A-Team in Formationsgemeinschaft mit dem TSK Schwarz Gold Oberhausen als FG Blau-Gold Greven-Oberhausen wieder in der Landesliga West Latein mit dem musikalischen Thema „Africa“ an.
Das A-Team tanzte die Saison 2001/02 zum musikalischen Thema „The Power of Love“ und die Saison 2002/03 zum musikalischen Thema „Caribbean Soul“ in der Oberliga West Latein. 2003 belegte das Team in der Oberliga West den 1. Platz. Auch im anschließenden Aufstiegsturnier konnte das Team den 1. Platz und somit den Aufstieg in die Regionalliga West Latein erreichen. 
In der Regionalliga errang das A-Team in der ersten Saison mit dem musikalischen Thema „Caribbean Soul Reloaded“ den 2. Platz, kam im Aufstiegsturnier zur 2. Bundesliga über die Vorrunde aber nicht hinaus. Auch in der Saison 2004/05, mit dem neuen musikalischen Thema „Robbie Williams“, erreichte das Team in der Liga den 2. Platz und scheiterte im Aufstiegsturnier in der Vorrunde.
In der Saison 2005/06, erneut mit dem Thema „Robbie Williams“, erreichte das Team den 1. Platz in der Regionalliga West. Mit den 1. Platz im anschließenden Aufstiegsturnier gelang der Aufstieg in die 2. Bundesliga Latein. Dort tanzte das A-Team des TSC Ems-Casino Blau-Gold Greven in der Saison 2006/07 zum Thema „Stars und Glamour“.
In der Saison 2007/08 und 2008/09 war „The Rhapsody“ das musikalische Thema, mit dem das Team in der ersten Saison den 4. Platz und in der Saison 2008/09 den 2. Platz der 2. Bundesliga und somit den Aufstieg in die 1. Bundesliga Latein erreichte. In den Saisons 2009/10 und 2010/11 tanzte das A-Team zum musikalischen Thema „Boogie Wonderland“, konnte aber in beiden Saisons die Klasse nicht halten und stieg so zunächst in die 2. Bundesliga Latein und dann in die Regionalliga West Latein ab.
Nachdem die ursprüngliche Planung des Vereins, in der Saison 2011/12 mit einer Formation statt in der Regionalliga West in der Landesliga West anzutreten, vom Tanzsportverband Nordrhein-Westfalen e. V. nicht genehmigt wurde, zog der Verein die Formation komplett aus dem Ligabetrieb zurück.

### B-Team
Der TSC Ems-Casino Blau-Gold Greven verfügte in den Saisons 1996/97 und 1997/98 neben dem A-Team auch über ein B-Team, das in der Landesliga West Latein antrat. In beiden Saisons war das musikalische Thema „Tequila“. Trainer des B-Teams waren Gabi und Uwe Kempkes.
Seit der Saison 2006/07 verfügte der Verein wieder über ein B-Team, das in der Landesliga West Latein antrat. Musikalisches Thema war 2006/07 und 2007/08 „Robbie Williams“, 2008/09 und 2009/10 „Stars & Glamour“. Seit der Saison 2010/11 trat kein B-Team mehr zu Ligawettkämpfen an.